# コダック DCS Pro 14n
コダック DCS Pro 14nは、2002年のフォトキナでコダックから発表されたデジタル一眼レフカメラである。

## 解説
ニコン銀塩一眼レフF80をベースとしたニコンFマウントのプロフェッショナルカメラマン向けのデジタル一眼レフカメラである。日本では2003年5月27日に発売された。オープン価格で、店頭価格は70万円前後であった。
コダックとベルギーのフィルファクトリー社が共同開発した、4560画素×3048画素（1371万画素）の24mm×36mm判（35mmフルサイズ）のCMOS撮像素子を搭載し、35mmフルサイズの素子を搭載したデジタル一眼レフカメラとしてニコンFマウント初の製品となった。
高感度ノイズが酷く晴天時やスタジオなどでしか使い物にならず操作性や速写性も悪かったが、当時としてはダイナミックレンジが広く、コダック系の発色をする撮像素子を好むカメラマンがいたこともあり、後継機のコダック DCS Pro SLR/nとともに、2007年のニコンD3登場まで、スタジオ系のプロフェッショナルカメラマンによく使われた。日本では2007年一杯で保守部品在庫保証が終了している。